# Pasturana
Pasturana (Pastiràuna in piemontese, Pastorànn-a in ligure) è un comune italiano di 1 262 abitanti della provincia di Alessandria, in Piemonte. È situato sulle estreme propaggini collinari dell'Appennino ligure.

## Storia
Possedimento del monastero di San Salvatore di Pavia dal 969, passò sotto il dominio dei marchesi di Gavi nel XII secolo) e successivamente della Repubblica di Genova. Nel 1336 entrò nell'orbita del Marchesato del Monferrato. Divenne successivamente feudo degli Spinola e infine della famiglia Trotti.

### Simboli
Lo stemma e il gonfalone del comune di Pasturana sono stati concessi con decreto del presidente della Repubblica del 3 gennaio 1989.

## Società

### Evoluzione demografica
Abitanti censiti

## Cultura

### Eventi
Pasturana è molto nota a livello locale per alcuni eventi che ne caratterizzano la storia recente.
- Sagra del corzetto (pasta alimentare in dischetti). Stand gastronomici e dimostrazioni di lavori con macchine agricole. Si tiene il 1º week-end di settembre.
- Artebirra. Festa della birra artigianale italiana. Si svolge il 1º o 2º week-end di giugno.

Gli eventi sono solitamente organizzati dalla Proloco di Pasturana (organizzazione no-profit).

## Amministrazione
Di seguito è presentata una tabella relativa alle amministrazioni che si sono succedute in questo comune.
| Periodo        | Periodo        | Primo cittadino         | Partito                                | Carica  | Note  |
| -------------- | -------------- | ----------------------- | -------------------------------------- | ------- | ----- |
| 26 giugno 1985 | 8 giugno 1990  | Gianfranco Bergaglio    | Partito Comunista Italiano             | Sindaco | [ 7 ] |
| 8 giugno 1990  | 24 aprile 1995 | Angelo Laguzzi          | Partito Socialista Italiano            | Sindaco | [ 7 ] |
| 24 aprile 1995 | 14 giugno 1999 | Angelo Laguzzi          | centro-sinistra                        | Sindaco | [ 7 ] |
| 14 giugno 1999 | 14 giugno 2004 | Angelo Laguzzi          | lista civica                           | Sindaco | [ 7 ] |
| 14 giugno 2004 | 8 giugno 2009  | Giuseppina Maria Pomero | lista civica                           | Sindaco | [ 7 ] |
| 8 giugno 2009  | 26 maggio 2014 | Giuseppina Maria Pomero | lista civica Pasturana progressista    | Sindaco | [ 7 ] |
| 26 maggio 2014 | 27 maggio 2019 | Alessandro Raggio       | lista civica Noi Con Pasturana         | Sindaco | [ 7 ] |
| 27 maggio 2019 | 9 giugno 2024  | Massimo Subbrero        | lista civica Voi con noi per Pasturana | Sindaco | [ 7 ] |
| 9 giugno 2024  | in carica      | Massimo Subbrero        | lista civica Voi con noi per Pasturana | Sindaco | [ 7 ] |

## Galleria d'immagini

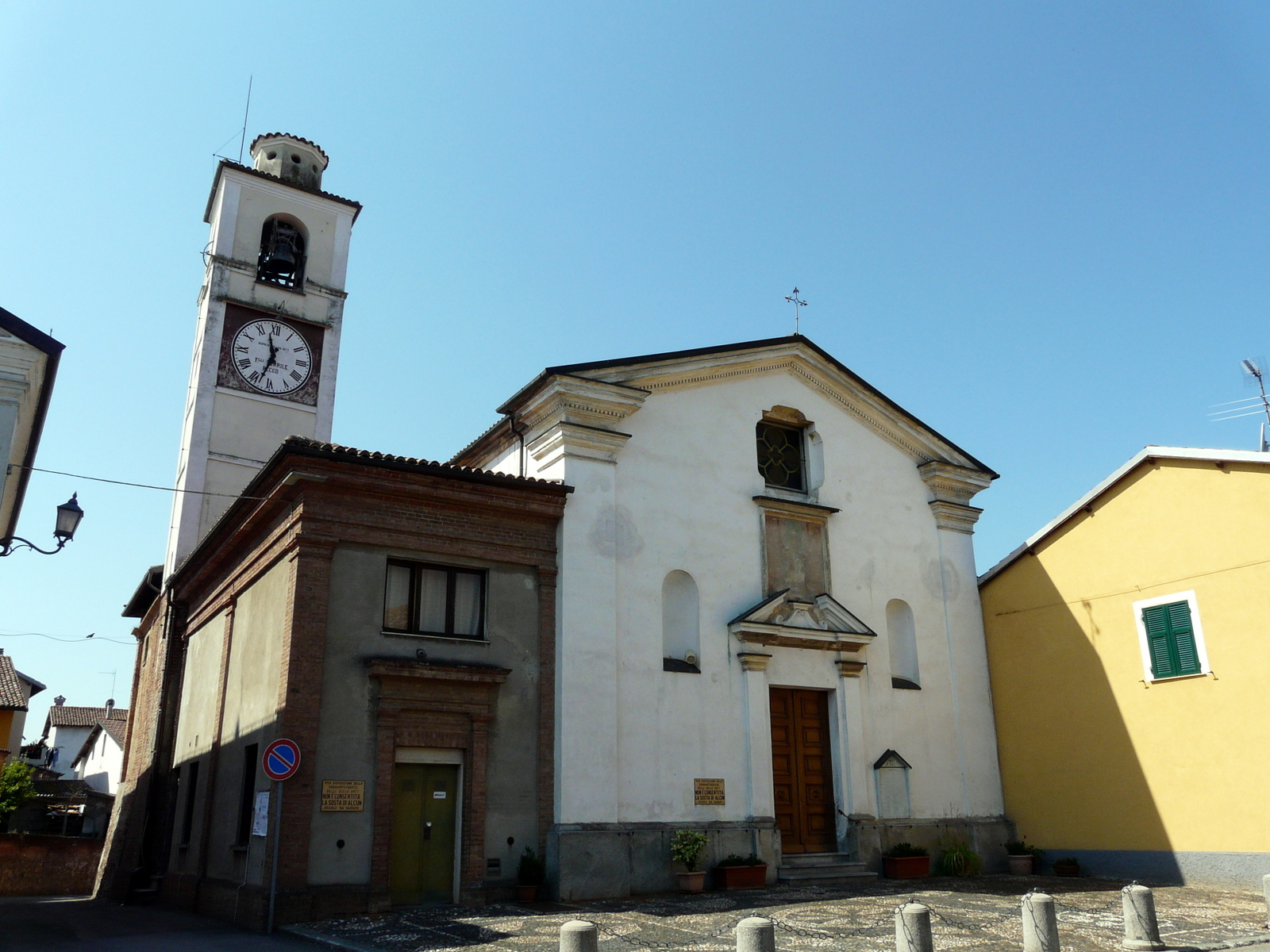
La chiesa di San Martino
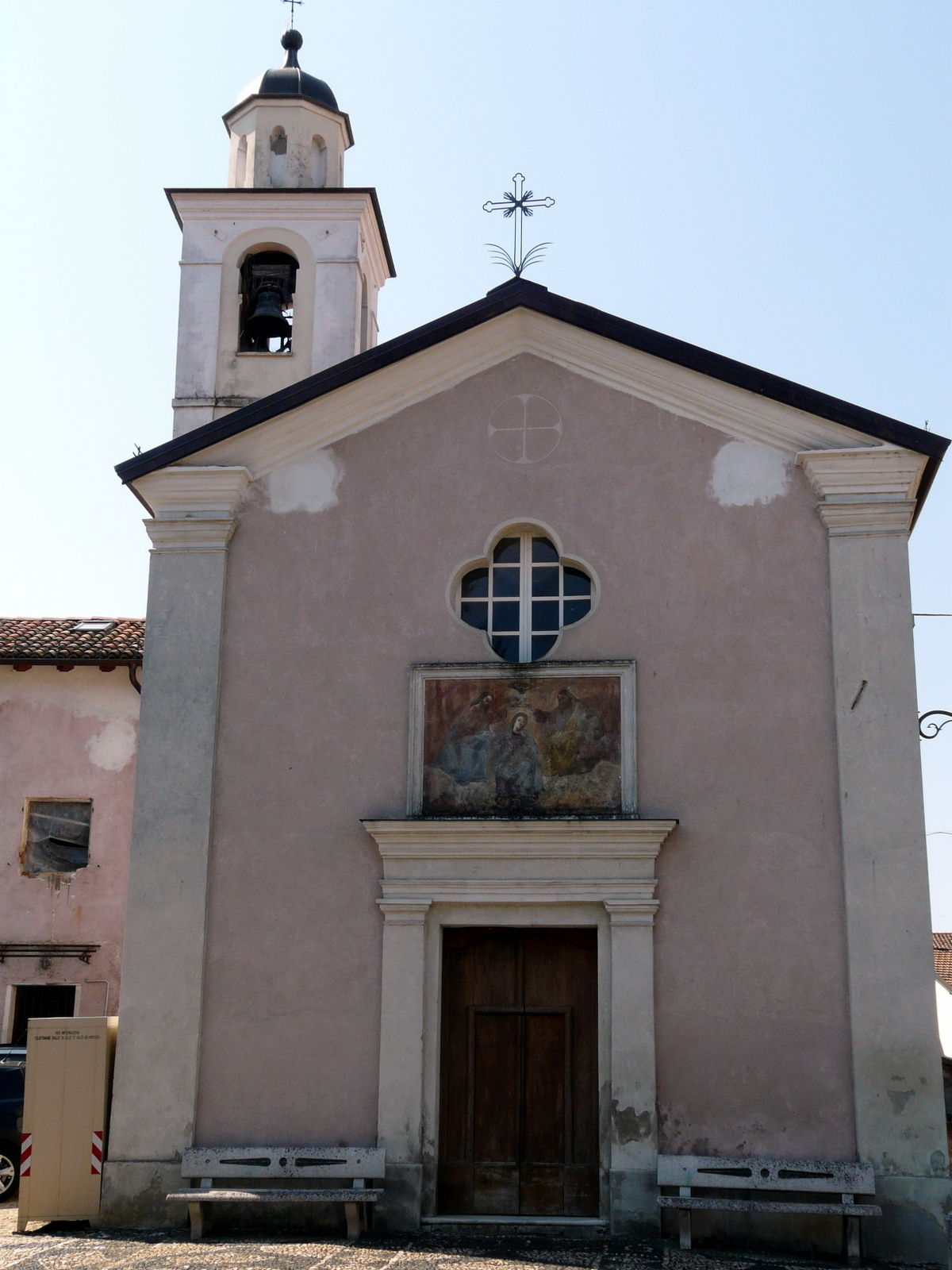
L'oratorio della Santissima Trinità
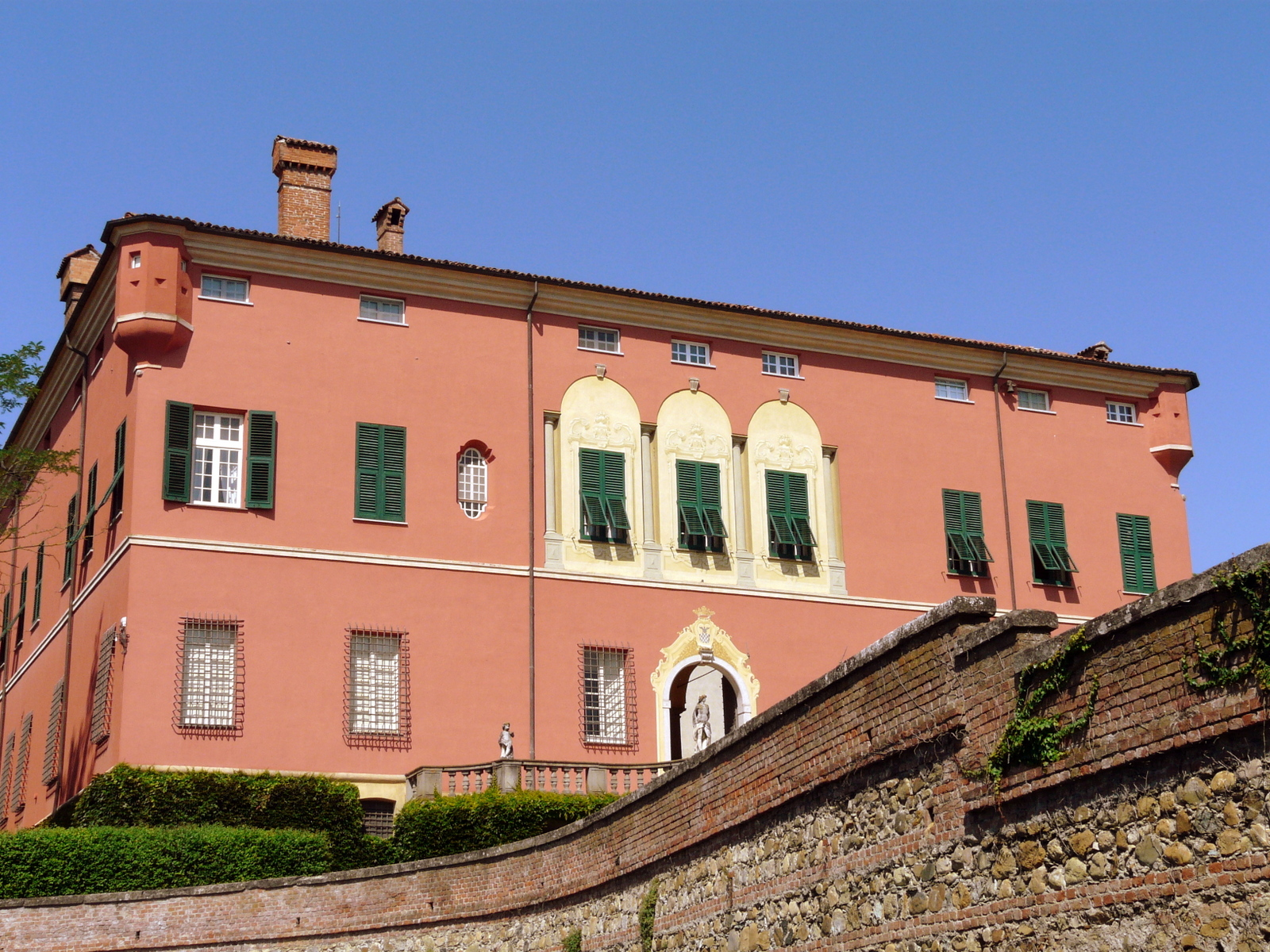
Palazzo Spinola
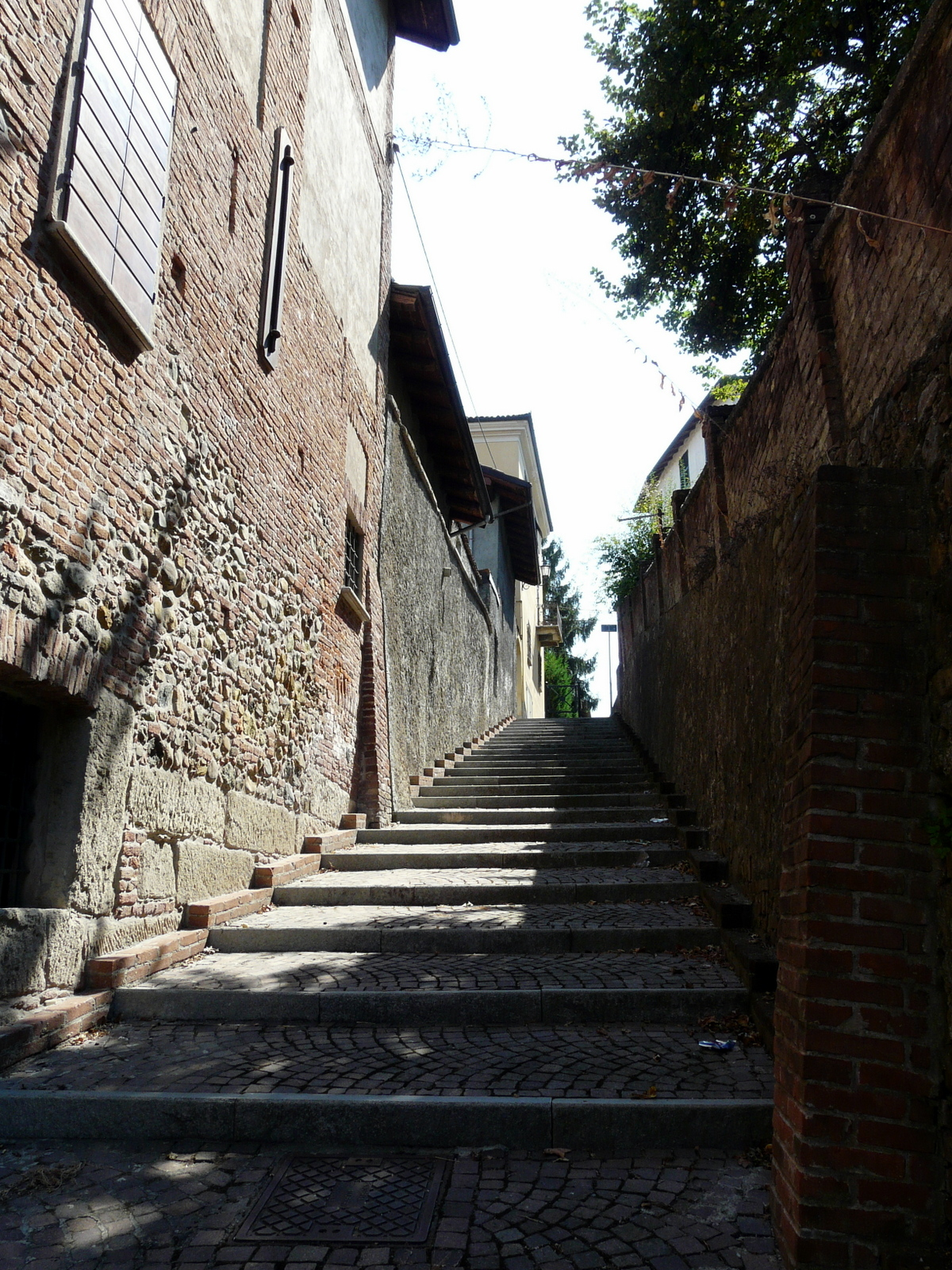
Scalinata detta "U sè", luogo della battaglia napoleonica del 1799
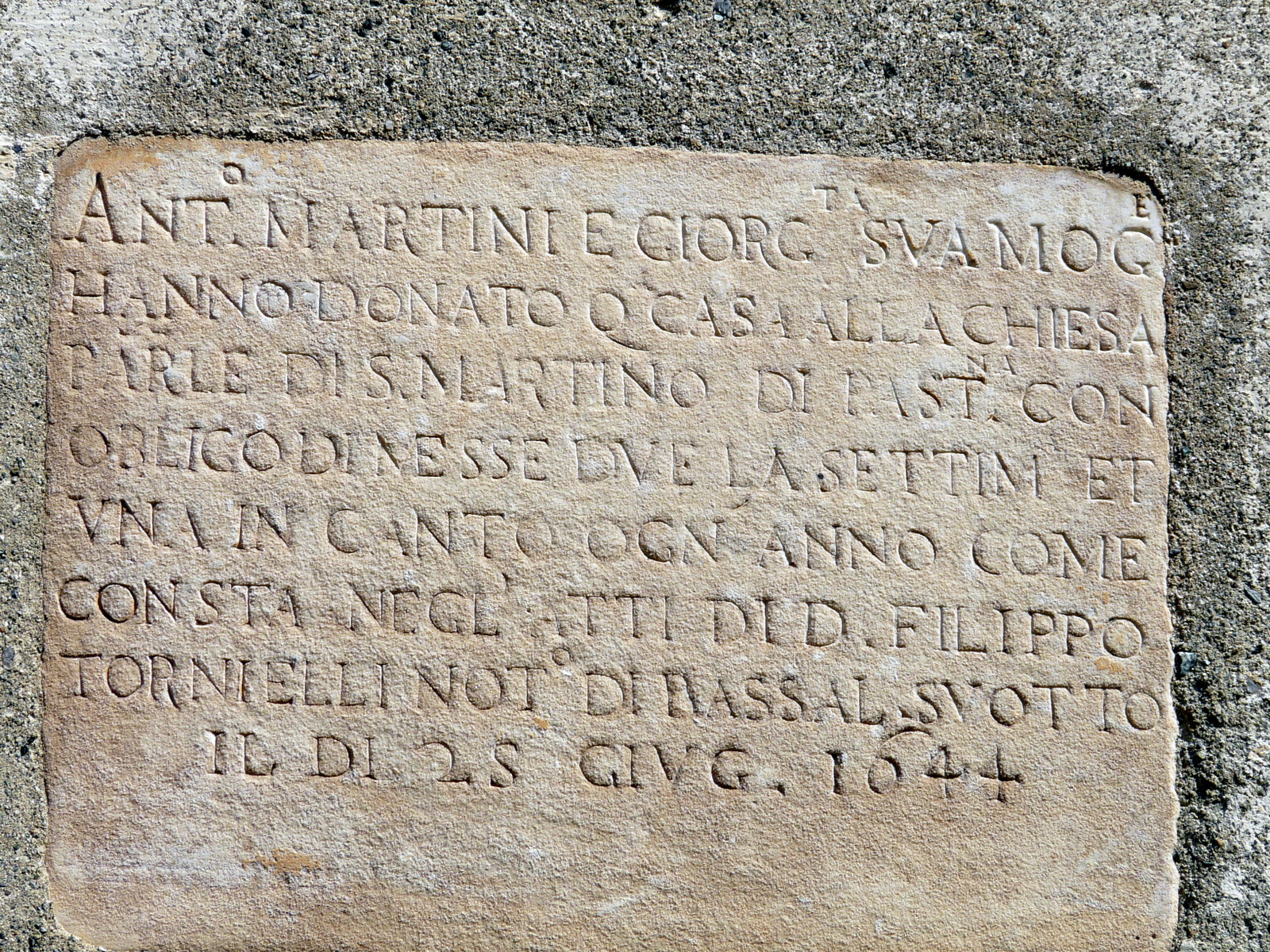
Lapide con iscrizione del 1644
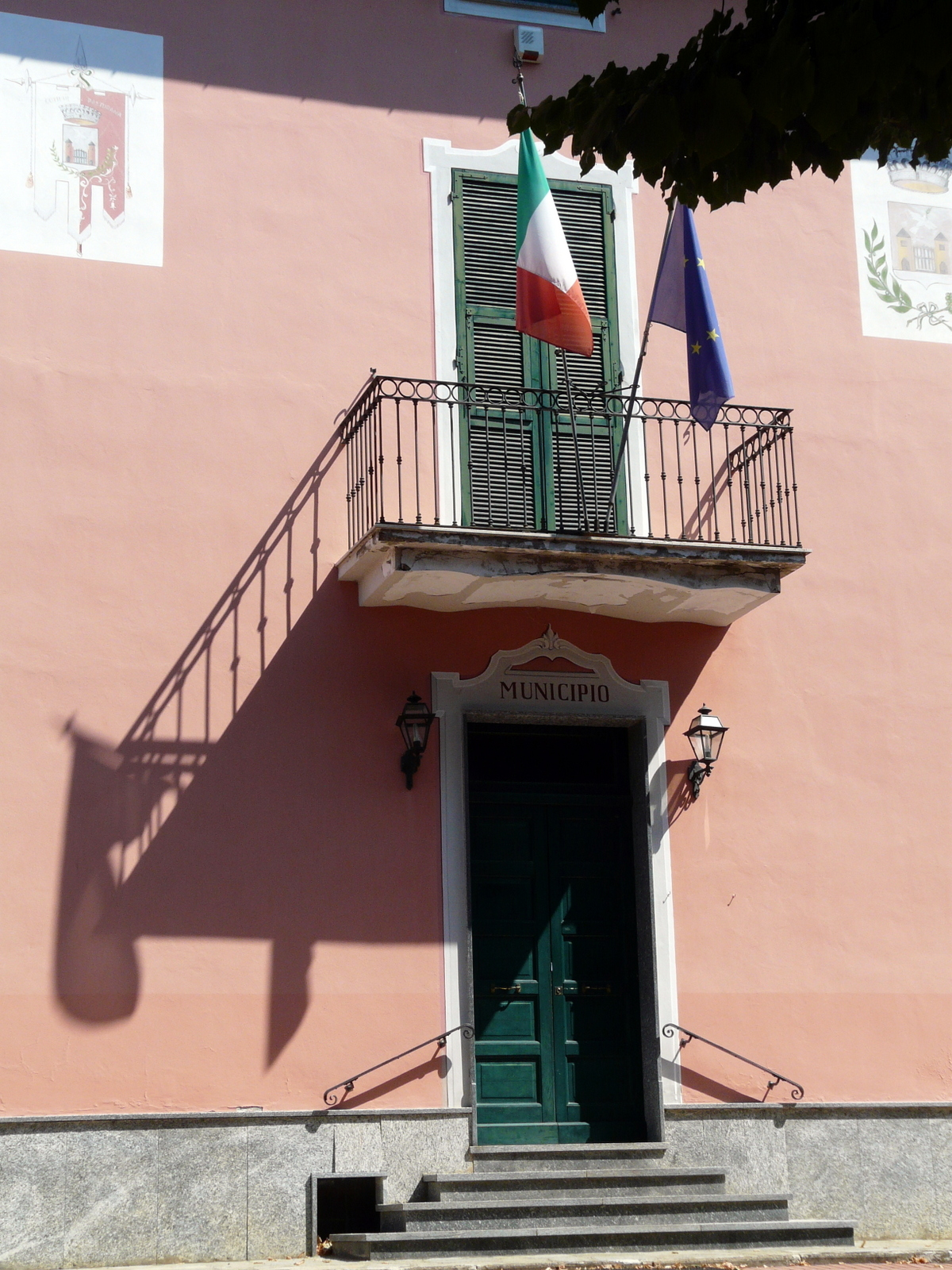
Municipio di Pasturana, Piemonte, Italia